# Douglas Alvaralhão dos Santos
Douglas Alvaralhão dos Santos (ur. 22 czerwca 1985) – brazylijski futsalista, zawodnik z pola, występuje obecnie w Wiśle Krakbet Kraków. Swoją dorosłą karierę z futsalem zaczynał w portugalskich Clube Acadêmico de Mogadouro i G.D.Boticas. W latach 2010–2012 reprezentował barwy katarskiego klubu Al-Arabi Sport Club. W sezonie 2012/2013 grał w występującym w rosyjskiej Super League drużynie Politiech Sankt Petersburg. Od początku sezonu 2013/2014 jest zawodnikiem Wisły Kraków, z którą zdobył Puchar Polski. W sezonie 2013/2014 został także królem strzelców ekstraklasy. Na początku sezonu 2014/2015 zdobył Superpuchar Polski.